# أونو (من الأفضل الاتصال بسول)
«أونو» (بالإنجليزية: Uno)‏ هي الحلقة الأولى للموسم الأول من مسلسل إيه إم سي التلفزيوني الدرامي من الأفضل الاتصال بسول، المسلسل يُعتبر بادئة من مسلسل اختلال ضال. تم بث الحلقة في 8 فبراير 2015 على قناة إيه إم سي بالولايات المتحدة. خارج الولايات المتحدة، تم عرض الحلقة لأول مرة على خدمة البث نتفليكس في عدة بلدان.

## الحبكة

### الافتتاحية
في أوماها، نبراسكا، سول غودمان الأصلع، ذو الشارب، يسمى الآن جين تاكافيتش، يعمل كمدير لمركز تسوق سينابون. في شقته في تلك الليلة، شاهد باكيًا شريط في إتش إس لإعلاناته التلفزيونية القديمة.

### القصة الرئيسية
في مايو 2002، جيمي ماكغيل محامٍ مكافح من ألباكركي. بعد تمثيل ثلاثة مراهقين كمدافع عام، يشعر جيمي بالإحباط لأنه يتقاضى 700 دولار فقط. في طريقه للخروج من ساحة انتظار السيارات في المحكمة للقاء عميل محتمل، أوقف جيمي عامل وقوف السيارات مايك إيرمنتروت. يرفض مايك السماح له بالخروج حتى يدفع نقدًا أو يقدم ملصقًا لوقوف السيارات مقدمًا من المحكمة.
يجتمع جيمي مع بيتسي وكريغ كيتلمان، اللذين يتم التحقيق معهم بتهمة الاختلاس. إنهم مترددون في تعيينه، وعندما حاول جيمي لاحقًا أن يطلب زهورًا لهم أثناء القيادة، قام بضرب رجل على لوح تزلج. يصور الشقيق التوأم لمتزلج لوح التزلج الحادث ويهدد باستدعاء الشرطة ما لم يدفع لهم جيمي. بعد أن تعرف على حيلتهم، جيمي يرفض. بعد ذلك، عاد إلى «مكتبه» – غرفة المرجل في صالون تجميل فيتنامي – حيث وجد شيكًا من هاملين و هاملين & ماكغيل (HHM). قام جيمي بتمزيق الشيك واتهم الشركاء لاحقًا بتقديم دفعة رمزية لخداع شقيقه تشاك ماكغيل من حصته في شركة المحاماة. في طريقه للخروج من مكتب أتش أتش أم، يرى آل كيتلمان يدخلون، مما يجعله غاضبًا ويركل سلة المهملات بشكل متكرر.
يزور جيمي تشاك، وهو مقيم بالمنزل ويعتقد أنه يعاني من حساسية مفرطة كهرومغناطيسية. ليس لديه مصابيح أو أجهزة تعمل ويعمل بالفانوس على آلة كاتبة يدوية. يرفض تشاك قبول الاستحواذ من أتش أتش أم ويقترح أيضًا أن يتوقف جيمي عن استخدام اسم ماكغيل في ممارسته القانونية.
يتتبع جيمي المتزلجين، كال ولارس، ويخبرهم أنه حصل على لقب «المتزلج 'جيمي» عندما كان شابًا من خلال تزوير حوادث «الانزلاق والسقوط» مقابل المال السهل. يقوم بترتيب إصابة أحدهم بصدمة بسيارة بيتسي، مما سيمكنه من تقديم رمية أخرى للدفاع عن آل كيتلمان. بدلاً من التوقف للاطمئنان على كال بعد أن صدمه، انطلق السائق. يلاحق كال ولارس، ولكن عندما تتوقف السيارة، تخرج امرأة مسنة. يحاولون جعلها تدفع لها ومتابعتها في منزلها. يصل جيمي بعد لحظات ويبدأ في البحث، لكن توكو سالامانكا اقتحم المنزل تحت تهديد السلاح.

## الاستقبال

### التقييمات
عند البث، أصبحت الحلقة الأولى للمسلسل الأعلى تقييمًا لمسلسل مكتوب في تاريخ كابل الولايات المتحدة حتى ذلك التاريخ، مع 6.9 مليون مشاهد.

## وصلات خارجية
- «أونو» على إيه إم سي (بالإنجليزية)
- «أونو» على قاعدة بيانات الأفلام على الإنترنت (بالإنجليزية)